# Suzuki GN 125
La GN 125 est un modèle de moto du constructeur japonais Suzuki. Le moteur quatre temps à arbre à cames en tête de cette 125 est utilisé également pour les DR 125S, 125 Tux et 125 VanVan.
Le moteur est le même depuis 1982, année de ses premiers tours de roues. La qualité des chromes et peintures est très supérieure à la moyenne.[réf. nécessaire]
Sortie en même temps que ses cousines 125 GS (routière) et DR (trail), et produite jusqu'en 2003, cette 125 s'inscrit dans la gamme des routières.
La chambre de combustion est à double dôme, développée pour ce modèle par les ingénieurs de Suzuki en 1982.
Le carburateur Mikuni BS26SS à membrane est de type venturi.
Elle est équipée en série d'un compte-tours, de voyants (phares, point mort et clignotants), d'un starter au carburateur, d'une longue poignée passager (pour arrimage tendeur), de deux béquilles, d'une trousse à outils sous le cache latéral droit.
L'autonomie est de 320 km.
Elle abat le 0 à 90 km/h en 8,8 s.
Bien que Suzuki ait arrêté la production au Japon, elle est encore produite en Chine par Haojue. D'abord sous la marque Suzuki puis sous sa propre marque.